# Liste der Bodendenkmäler in Schondra
Auf dieser Seite sind die Bodendenkmäler in dem unterfränkischen Markt Schondra zusammengestellt. Diese Tabelle ist eine Teilliste der Liste der Bodendenkmäler in Bayern. Grundlage ist die Bayerische Denkmalliste, die auf Basis des Bayerischen Denkmalschutzgesetzes vom 1. Oktober 1973 erstmals erstellt wurde und seither durch das Bayerische Landesamt für Denkmalpflege geführt wird. Die folgenden Angaben ersetzen nicht die rechtsverbindliche Auskunft der Denkmalschutzbehörde.

## Bodendenkmäler in Schondra

### Bodendenkmäler in der Gemarkung Geiersnest-Ost
| Lage                      | Objekt                                                                                      | Akten-Nr.     | Bild |
| ------------------------- | ------------------------------------------------------------------------------------------- | ------------- | ---- |
| Geiersnest-Ost (Standort) | Glashütte der frühen Neuzeit.                                                               | D-6-5725-0059 |      |
| Geiersnest-Ost (Standort) | Siedlung Osterdorf des hohen und späten Mittelalters, Wüstung ab Beginn der frühen Neuzeit. | D-6-5725-0060 |      |

### Bodendenkmäler in der Gemarkung Schondra
| Lage                | Objekt | Akten-Nr.     | Bild |
| ------------------- | --- | ------------- | ---- |
| Schondra (Standort) | Vorgeschichtliche Ringwallanlage Mettermich. | D-6-5725-0005 |      |
| Schondra (Standort) | Mittelalterlicher bis frühneuzeitlicher Burgstall Schildeck. Siehe auch: Burg Schildeck (Schondra)                                                                  | D-6-5725-0006 |      |
| Schondra (Standort) | Fundamente mittelalterlicher Vorgängerbauten der Katholischen Pfarrkirche St. Anna in Schondra sowie Körpergräber des Mittelalters. Siehe auch: St. Anna (Schondra) | D-6-5725-0046 |      |